# Char siu
Il char siu (叉燒T, 叉烧S, chāshāoP, lett. "carne arrosto infilzata") è un modo per insaporire e preparare la carne di maiale alla brace nella cucina cantonese. È classificato come un tipo di siu mei (燒味), ovvero la carne arrosto cantonese.
Tra i più comuni tagli di maiale utilizzati per il char siu vi sono la lonza, la pancetta, il capocollo e il grasso. La carne viene marinata con diversi aromi e cotta allo spiedo.

## Cucina cantonese

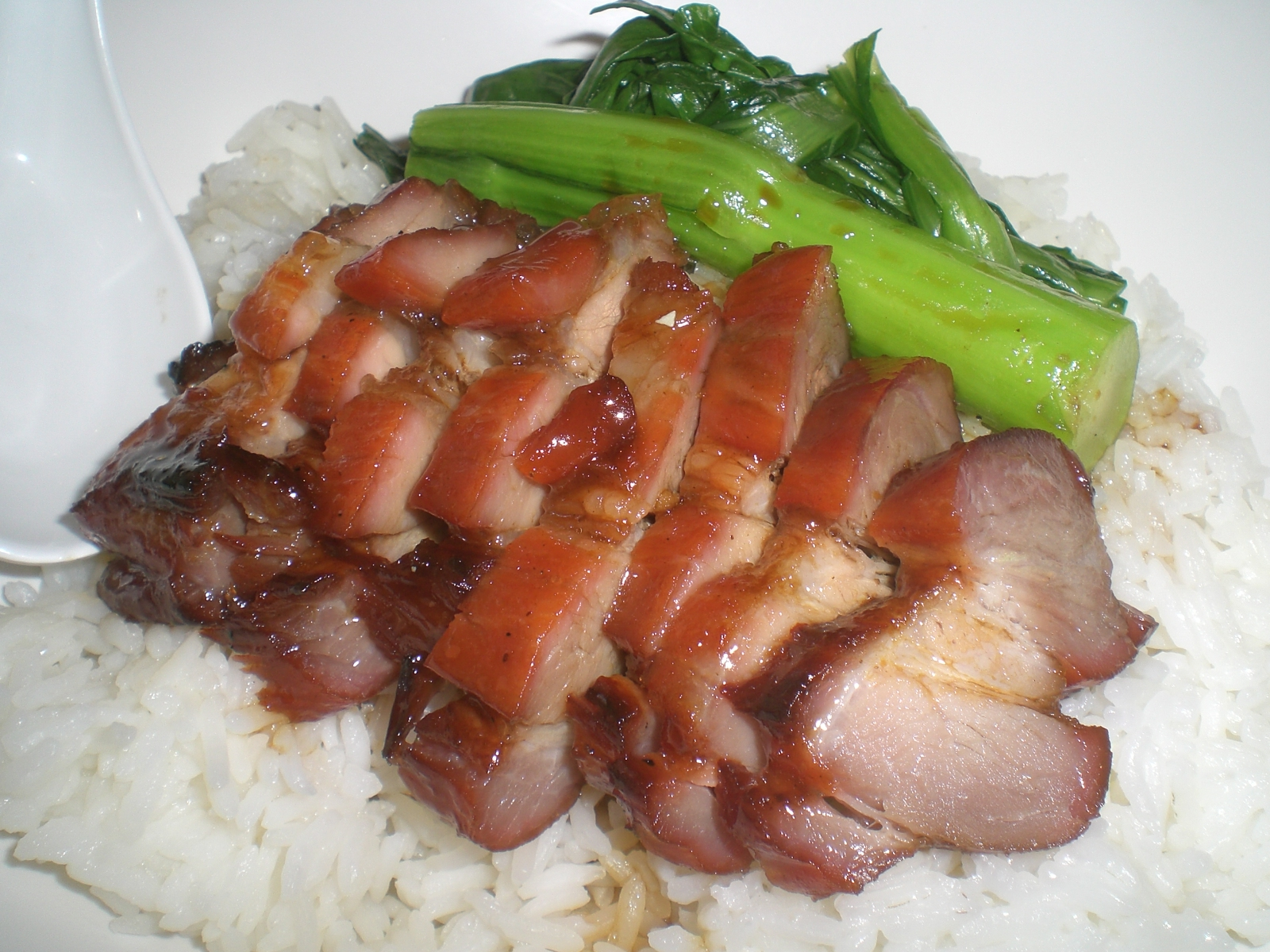
Un piatto di riso con char siu

Char siu significa letteralmente "carne arrosto infilzata". Lunghe strisce di maiale disossato condito vengono infilzate con lunghi spiedi e poste in un forno coperto o sul fuoco.
Nell'antichità venivano utilizzati il cinghiale e altre carni disponibili. Tuttavia nei tempi moderni viene solitamente usata la spalla del maiale condita con una miscela di miele, polvere cinque spezie, pasta di fagioli rossi fermentati, salsa di soia scura, salsa hoisin, colorante alimentare rosso (non un ingrediente tradizionale ma molto comune nelle preparazioni odierne ed è facoltativo), e lo sherry o il vino di riso (facoltativo). Questi condimenti rendono lo strato esterno della carne rosso scuro. Il maltosio può essere utilizzato per conferire al char siu il suo caratteristico smalto lucido.
Il char siu può essere consumato all'interno di un panino al vapore (chasiu bao, 叉燒包), con le tagliatelle (chasiu min, 叉燒 麵), con riso (chasiu fan, 叉燒 飯), o servito al centro della tavola come pietanza principale.

## Cucina del sud-est asiatico

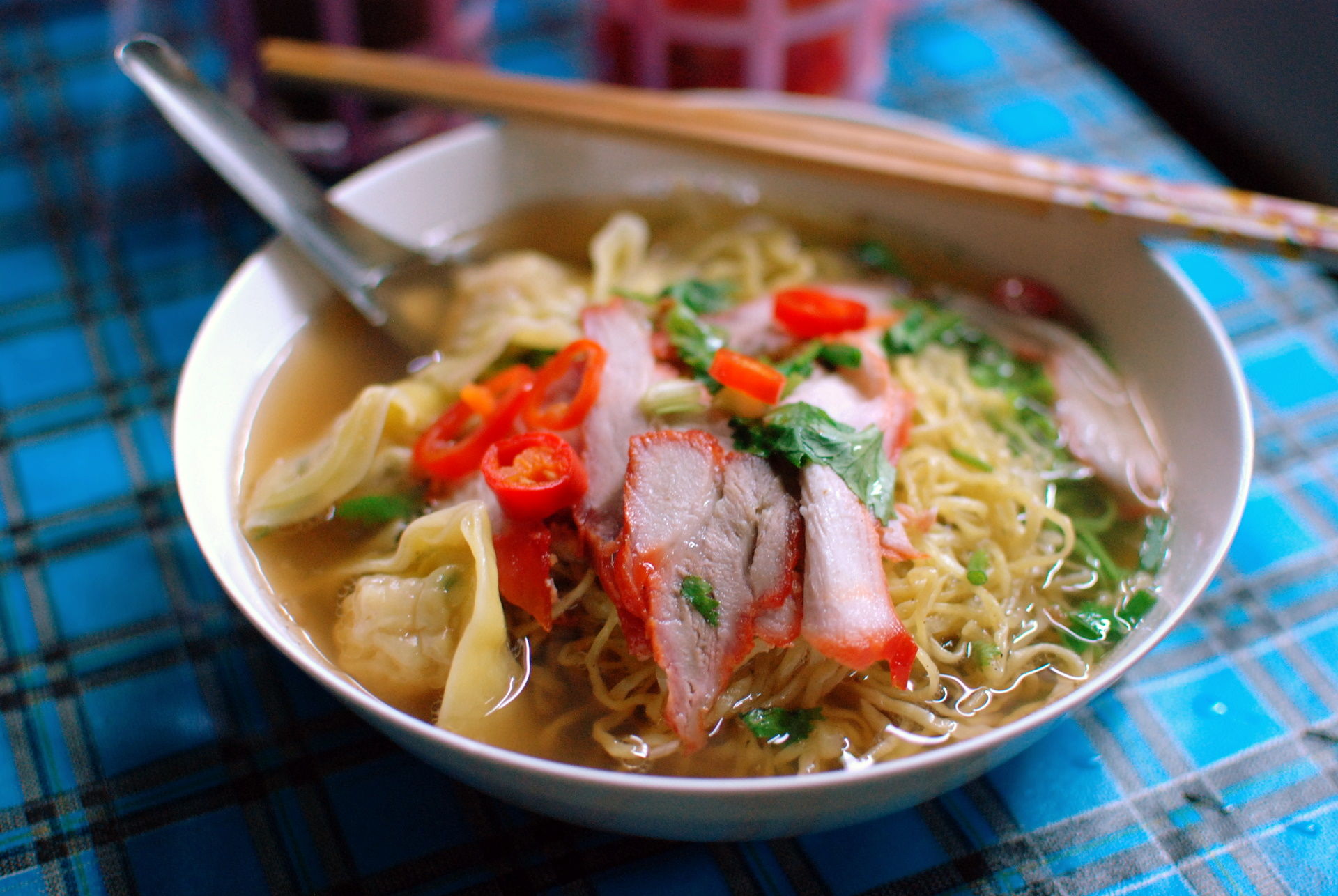
Il char siu viene spesso servito in una zuppa di noodles come a Chiang Mai, in Thailandia

In Malaysia, Singapore, Indonesia, Thailandia e Vietnam, il riso al char siew si trova in molti shāolà cinesi (烧腊) bancarelle che servono anatra e maiale arrosto. Il piatto è composto da fette di char siu, cetrioli, riso bianco ed è inzuppato di salsa dolce o condito con salsa di soia scura. Il riso al char siu è anche un alimento popolare nella comunità cinese di Medan, in Indonesia, dove è comunemente chiamato char sio. Il riso char siu si può trovare anche nelle bancarelle di riso con pollo all'hainanese, dove i clienti possono scegliere di mangiare il loro riso char siu servito con riso bianco normale o riso aromatizzato al pollo e scegliere tra aglio, peperoncino e salse di soia. Il char siu è chiamato mu daeng (หมูแดง, [mǔː dɛ̄ːŋ], "maiale rosso") in Thailandia.
Nelle Filippine è noto come asado cinese e di solito viene consumato con salumi o servito farcito nel siopao.

## Cucina giapponese

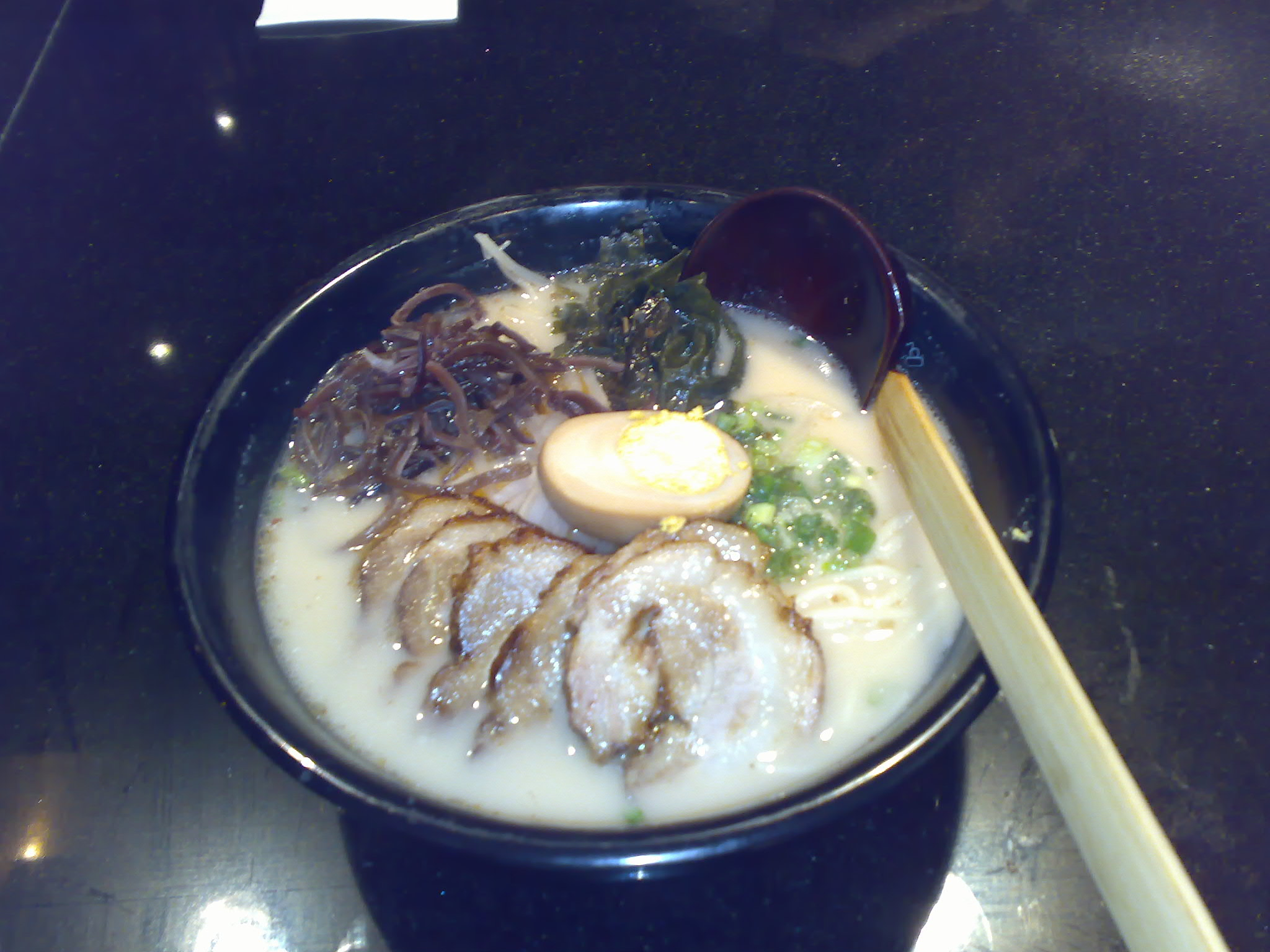
Ramen Chāshū

In Giappone il char siu viene chiamato chāshū (チ ャ ー シ ュ ー). A differenza della sua variante cinese, si prepara arrotolando la carne in un ceppo e poi brasandola a bassa temperatura. Viene tipicamente condito con salsa di soia, sake, mirin e zucchero o altri dolcificanti, senza il colorante alimentare rosso o la polvere cinque spezie. È un ingrediente tipico per condire il rāmen.

## Cucina del Pacifico
Alle Hawaii anche carni diverse dal maiale vengono preparate alla char siu, come pollo, cinghiale e altri animali selvatici, i quali possono essere cotti al forno, alla griglia o anche in un imu hawaiano sotterraneo.